# Kipushi
Kipushi ist eine Stadt in der Provinz Haut-Katanga im Südosten der Demokratischen Republik Kongo sowie ein archäologischer Fundplatz.
Die Stadt auf 1329 Metern Höhe hat heute 174.429 Einwohner (2003) und liegt 28 Kilometer südwestlich von Lubumbashi an der Grenze zu Sambia. Sie folgt einer klaren Stadtplanung. Sie bildete sich 1920 um einen Tagebau (Mine de l’Étoile de la Kalukuluku), der seit 1909 fördert. Neue wirtschaftliche Grundlage soll ein Bergwerk mit 26 Mio. Tonnen Erz werden, das 2,18 Prozent Kupfer und 19 Prozent Zink hat. Kipushi hat ein Krankenhaus, Haupt- und Sekundarschulen, eine Post, eine Innenstadt mit Einkaufszentren. Es ist an das Eisenbahnnetz der Société Nationale des Chemins de fer du Congo angeschlossen. Sprache ist Kiswahili, obwohl das Gebiet vom Stamm der Lunda bewohnt wird.
Die Archäologie hat in Kipushi einige Artefakte gefunden. Die Stücke sind Keramiken, die der Eisenzeit ab 800 (C-14 datiert 1440) zugeordnet werden. Sie werden mit den Funden in Kansanshi, Kapwirimbwe, Chondwe, Roan Antelope, Luano-Höhle und Kangonga in Sambia zusammengefasst.

## Persönlichkeiten
- Tharcisse Tshibangu Tshishiku (1933–2021), römisch-katholischer Geistlicher, Bischof von Mbujimayi
- Muteba Kidiaba (* 1976), ehemaliger Fußballnationalspieler